# Tomomi Miyamoto
Tomomi Miyamoto (宮本 ともみ Miyamoto Tomomi?,  nacida el 31 de diciembre de 1978 en Kanagawa) es una exfutbolista y entrenadora japonesa. Actualmente es la entrenadora de INAC Kobe Leonessa de la WE League de Japón.
Jugaba como centrocampista y representó a la selección femenina de fútbol de Japón entre 1997 y 2007. En la selección Miyamoto jugó 77 partidos y marcó 13 goles. Fue elegida para integrar la selección nacional de Japón en los mundiales de 1999, 2003 y 2007, además de los Juegos Olímpicos de Verano de 2004.
Comenzó su carrera como entrenadora con el Takada Junior College en 2015. En junio de 2025 fue anunciada como nueva entrenadora del INAC Kobe Leonessa.

## Trayectoria

### Clubes
| Equipo          | País  | Año       |
| --------------- | ----- | --------- |
| Iga FC Kunoichi | Japón | 1997-2004 |
| Iga FC Kunoichi | Japón | 2006-2008 |
| TEPCO Mareeze   | Japón | 2009-2010 |
| Iga FC Kunoichi | Japón | 2011-2012 |

### Selección nacional
| Selección | País  | Año       |
| --------- | ----- | --------- |
| Absoluta  | Japón | 1997-2007 |

## Estadística de equipo nacional
| Selección femenina de fútbol de Japón | Selección femenina de fútbol de Japón | Selección femenina de fútbol de Japón |
| Año                                   | Partidos                              | Goles                                 |
| ------------------------------------- | ------------------------------------- | ------------------------------------- |
| 1997                                  | 6                                     | 2                                     |
| 1998                                  | 10                                    | 1                                     |
| 1999                                  | 14                                    | 2                                     |
| 2000                                  | 0                                     | 0                                     |
| 2001                                  | 0                                     | 0                                     |
| 2002                                  | 7                                     | 1                                     |
| 2003                                  | 14                                    | 3                                     |
| 2004                                  | 9                                     | 2                                     |
| 2005                                  | 0                                     | 0                                     |
| 2006                                  | 1                                     | 0                                     |
| 2007                                  | 16                                    | 2                                     |
| Total                                 | 77                                    | 13                                    |